# Yi Wei-chen
Yi Wei-chen (* 28. August 1988) ist ein ehemaliger taiwanischer Leichtathlet, der sich auf den Sprint spezialisiert hat.

## Sportliche Laufbahn
Erste internationale Erfahrungen sammelte Yi Wei-chen im Jahr 2005, als er bei den Jugendweltmeisterschaften in Marrakesch im 100-Meter-Lauf mit 10,88 s in der ersten Runde ausschied, wie auch über 200 Meter mit 22,15 s und mit der taiwanischen Sprintstaffel (1000 Meter) verpasste er mit 1:54,02 min ebenfalls den Einzug ins Finale. Anschließend startete er bei den Asienmeisterschaften in Incheon in der 4-mal-400-Meter-Staffel, schied dort aber mit 3:15,21 min in der Vorrunde aus. Im Jahr darauf belegte er bei den Juniorenasienmeisterschaften in Macau in 22,04 s den sechsten Platz im 200-Meter-Lauf und gewann in der 4-mal-100-Meter-Staffel in 40,67 s die Bronzemedaille. Anschließend schied er bei den Juniorenweltmeisterschaften in Peking mit 10,76 s über 100 Meter und mit 21,75 s über 200 Meter jeweils im Vorlauf aus und verpasste auch mit der Staffel mit 40,33 s den Finaleinzug. Daraufhin nahm er erstmals an den Asienspielen in Doha teil und schied dort über 200 Meter mit 21,71 s im Vorlauf aus. Mit der 4-mal-100-Meter-Staffel belegte er in 39,99 s den vierten Platz und mit der 4-mal-400-Meter-Staffel erreichte er nach 3:12,03 min Rang sechs.
2007 schied er bei den Asienmeisterschaften in Amman mit 10,68 s über 100 Meter in der ersten Runde aus und mit der 4-mal-100-Meter-Staffel erreichte er im Vorlauf nicht das Ziel. Anschließend schied er bei der Sommer-Universiade in Bangkok mit 10,94 s im Viertelfinale aus, wie auch zwei Jahre später bei den Studentenweltspielen in Belgrad mit 10,66 s. Anschließend schied er bei den Asienmeisterschaften in Guangzhou mit 10,77 s im Halbfinale aus und gewann mit der 4-mal-100-Meter-Staffel in 39,57 s die Bronzemedaille hinter den Teams aus Japan und China. Daraufhin siegte er bei den Ostasienspielen in Hongkong in 39,31 s mit der 4-mal-100-Meter-Staffel und gewann über 100 Meter in 10,45 s die Bronzemedaille hinter dem Chinesen Su Bingtian und Shintaro Kimura aus Japan. Bei den Leichtathletik-Hallenweltmeisterschaften 2010 in Doha schied er im 60-Meter-Lauf mit 6,96 s in der ersten Runde aus und anschließend nahm er erneut an den Asienspielen in Guangzhou teil und gewann dort in 39,05 s die Silbermedaille mit der Staffel hinter China und schied über 100 Meter mit 10,63 s im Halbfinale aus.
2011 scheiterte er bei den Asienmeisterschaften in Kōbe mit 10,88 s im Vorlauf über 100 Meter und gewann mit der Staffel in 39,30 s die Bronzemedaille hinter Japan und Hongkong, ehe er bei den Weltmeisterschaften in Daegu mit 39,30 s den Finaleinzug verpasste. Zwei Jahre später belegte er bei den Asienmeisterschaften in Pune in 39,52 s den fünften Platz mit der Staffel und anschließend klassierte er sich bei den Ostasienspielen in Tianjin in 10,72 s auf dem siebten Platz über 100 Meter und wurde mit der Staffel in 39,46 s Fünfter. 2015 bestritt er in Kaohsiung seinen letzten Wettkampf und beendete damit seine aktive sportliche Karriere im Alter von 27 Jahren.

## Persönliche Bestleistungen
- 100 Meter: 10,28 s (+1,2 m/s), 26. Mai 2012 in Taipeh
  - 60 Meter (Halle): 6,96 s, 12. März 2010 in Doha
- 200 Meter: 20,91 s (+1,3 m/s), 8. Mai 2012 in Taipeh